# Палерак
Палера́к (фр. Palairac) — коммуна во Франции, находится в регионе Лангедок — Руссильон. Департамент коммуны — Од. Входит в состав кантона Мутуме. Округ коммуны — Каркасон.
Код INSEE коммуны — 11271.

## Население
Население коммуны на 2008 год составляло 30 человек.
| 1962 | 1968 | 1975 | 1982 | 1990 | 1999 | 2008 |
| ---- | ---- | ---- | ---- | ---- | ---- | ---- |
| 49   | 30   | 20   | 19   | 26   | 18   | 30   |

## Экономика
В 2007 году среди 21 человек в трудоспособном возрасте (15—64 лет) 11 были экономически активными, 10 — неактивными (показатель активности — 52,4 %, в 1999 году было 45,5 %). Из 11 активных работали 8 человек (5 мужчин и 3 женщины), безработных было 3 (2 мужчин и 1 женщина). Среди 10 неактивных 2 человека были учениками или студентами, 4 — пенсионерами, 4 были неактивными по другим причинам.

## Фотогалерея

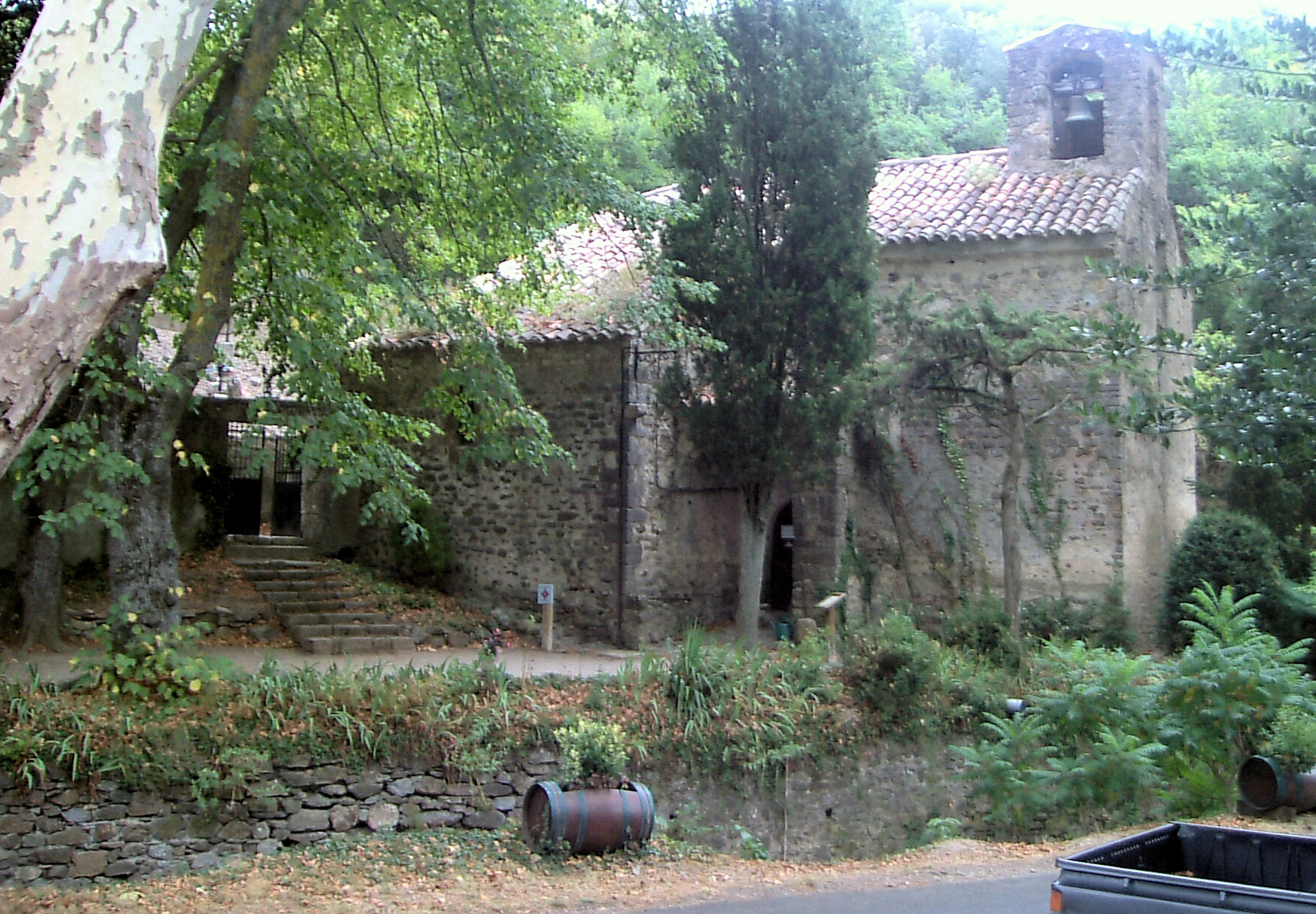
Церковь Сен-Сатюрнен
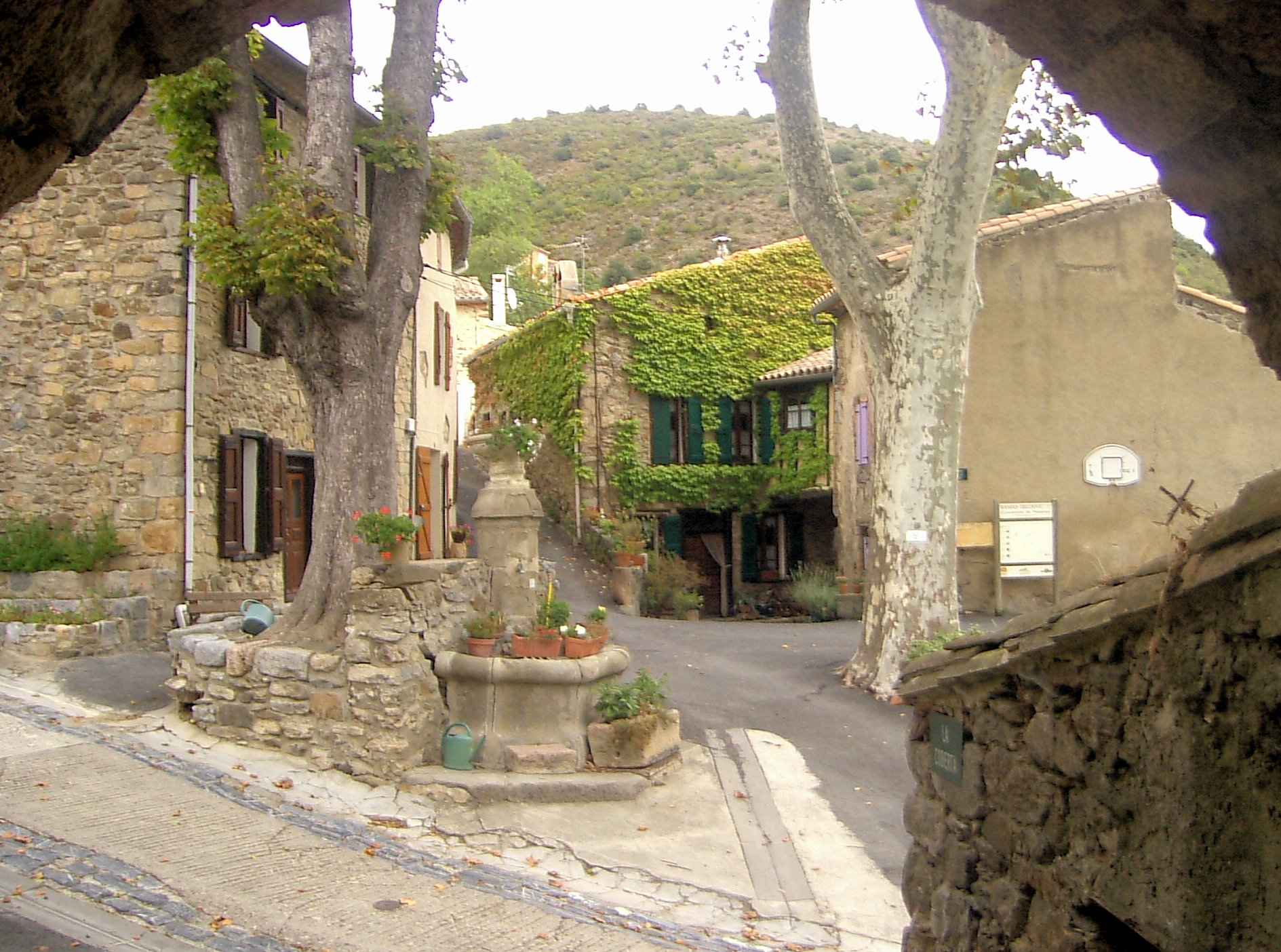
Площадь с фонтаном